# گرین‌هورنز
گرین‌هورنز (انگلیسی: The Greenhornes) گروه موسیقی گاراژ راک آمریکایی است که سال ۱۹۹۶ میلادی در سینسیناتی، اوهایوی آمریکا تشکیل شد. اعضای گروه عبارتند از کریگ فاکس (خواننده/گیتارنواز)، جک لارنس (گیتاربیس) و پاتریک کیلر (درامر). این گروه تاکنون چهار آلبوم استودیویی منتشر کرده‌است.